# Wes Studi
Wesley Studi (Tahlequah, Oklahoma, 17 de dezembro de 1947), conhecido artisticamente como Wes Studi, é um actor estadunidense cherokee notável por suas representações de indígenas em produções hollywoodianas.
Participou de filmes ganhadores do Óscar como Dança com Lobos, dirigido por Kevin Costner, e O Último dos Moicanos dirigido por Michael Mann.
Recentemente fez o papel do general Linus Abner na série Kings da NBC e o personagem Eytukan no filme Avatar de James Cameron.
Em 2019 foi anunciado que que Wes seria homenageado com um Oscar Honorário pela Academia de Artes e Ciências Cinematográficas de Hollywood, se tornando o primeiro ator nativo americano a receber tal honraria.

## Filmografia
- Avatar (2009)
- Novo Mundo (2005)
- O Preço da Bravura (2005)
- Animal (2005)
- O Imbatível(2002)
- Heróis Muito Loucos(1999)
- Tentáculos (1998)
- Fogo Contra Fogo(1995)
- Street Fighter - A Última Batalha (1994)[2]
- Geronimo: An American Legend (1993)
- O Último dos Moicanos (1992)
- Dança com Lobos (1990)